# Єдкін Віктор Дмитрович
Ві́ктор Дми́трович Є́дкін (нар. 21 червня 1919, Олександрія — пом. 17 травня 1993, Одеса) — радянський військовий льотчик-ас, учасник Німецько-радянської війни, Герой Радянського Союзу (1945).

## Біографічні відомості
Віктор Єдкін народився в Олександрії, у родині робітника-українця. Після закінчення школи, навчався в Маріупольському металургійному технікумі. У 1942 році вступив до лав КПРС.
З 1937 року у Червоній Армії. У 1940 році Чугуївське військово-авіаційне училище льотчиків. Від самого початку брав участь в боях Німецько-радянської війни. У 1941 був командиром ланки в 158-мому винищувальному авіаційному полку ППО, в 1942-45 рр. штурманом 17-го винищувального авіаційного полку. До грудня 1944 у званні майора здійснив 294 бойових вильоти, в 53 повітряних боях збив особисто 15 і в групі 3 літаки супротивника, знищив 2 аеростати. 18 серпня 1945 року Віктору Єдкіну було присуджено звання героя Радянського союзу.
Після закінчення війни продовжував службу у ВПС. У 1948 р. закінчив Вищі офіцерські льотно-тактичні курси командирів частин. У 1955 р. у званні полковника був відправлений у запас. Після завершення військової кар'єри проживав в Одесі. Працював в Одеському гідрометеорологічному інституті.

## Нагороди
Окрім звання героя Радянського Союзу і медалей Єдкін був нагороджений такими орденами:
- орден Леніна
- три ордена Червоного Прапора
- орден Олександра Невського
- три ордена Вітчизняної війни 1-го ступеня
- два ордена Червоної Зірки.